# San Antonio Stars 2016
La stagione 2016 delle San Antonio Stars fu la 20ª nella WNBA per la franchigia.
Le San Antonio Stars arrivarono seste nella Western Conference con un record di 7-27, non qualificandosi per i play-off.

## Roster
| N° | Naz.                   | Ruolo | Sportivo         | Anno | Alt. | Peso |
| -- | ---------------------- | ----- | ---------------- | ---- | ---- | ---- |
| 1  | Stati Uniti (bandiera) | A     | Monique Currie   | 1983 | 183  | 78   |
| 3  | Svezia (bandiera)      | G     | Frida Eldebrink  | 1988 | 175  |      |
| 4  | Stati Uniti (bandiera) | G     | Moriah Jefferson | 1994 | 168  | 55   |
| 5  | Stati Uniti (bandiera) | A     | Dearica Hamby    | 1993 | 191  | 83   |
| 6  | Stati Uniti (bandiera) | GA    | Alex Montgomery  | 1988 | 185  | 84   |
| 7  | Stati Uniti (bandiera) | GA    | Haley Peters     | 1992 | 194  | 81   |
| 11 | Stati Uniti (bandiera) | G     | Blake Dietrick   | 1993 | 178  | 68   |
| 21 | Stati Uniti (bandiera) | GA    | Kayla McBride    | 1992 | 180  | 79   |
| 22 | Stati Uniti (bandiera) | AC    | Vicki Baugh      | 1989 | 193  | 86   |
| 23 | Stati Uniti (bandiera) | C     | Avery Warley     | 1987 | 190  | 91   |
| 24 | Stati Uniti (bandiera) | G     | Jazmon Gwathmey  | 1993 | 188  | 72   |
| 32 | Stati Uniti (bandiera) | C     | Jayne Appel      | 1988 | 193  | 95   |
| 35 | Stati Uniti (bandiera) | G     | Whitney Knight   | 1993 | 191  | 71   |
| 40 | Canada (bandiera)      | C     | Kayla Alexander  | 1991 | 193  | 88   |
| 45 | Spagna (bandiera)      | C     | Astou Ndour      | 1994 | 196  | 68   |
| 51 | Stati Uniti (bandiera) | G     | Sydney Colson    | 1989 | 173  | 64   |

## Staff tecnico
- Allenatore: Dan Hughes
- Vice-allenatori: Vickie Johnson, James Wade
- Preparatore atletico: Tonya Holley
- Preparatore fisico: Chrissy Stragisher